# Chris Maas
Christianus Joannes (Chris) Maas (Grootebroek, 21 augustus 1922 – Bussum, 4 april 1998) was een Nederlands musicoloog.
Hij was zoon van schoolhoofd en onderwijzer Johannes Wilhelmus Maas en Helena Maria Cornelia Elgershuizen. Hijzelf was getrouwd met Johanna Gerarda van den Berg; zij woonden tussen 1946 en 1954 aan de Hartenstraat in Amsterdam. Het echtpaar ligt begraven op de Algemene en Nieuwe RK Begraafplaats, Nieuwe Hilversumseweg te Bussum.
Hij kreeg zijn opleiding aan het Conservatorium van Amsterdam in de vakken orgel, piano en muziektheorie. Er kwam een vervolgstudie musicologie aan de Universiteit van Amsterdam. In 1967 promoveerde hij met Geschiedenis van het meerstemmig magnificat tot omstreeks 1525. Op 1 september 1971 werd hij hoogleraar aan dezelfde universiteit en hield een inaugurele rede onder de titel Muziek in de renaissance-renaissance in de muziekwetenschap. In 1987 nam hij daar afscheid.
Van hem is een aantal publicaties bekend zoals de New Obrecht edition uit 1983, geschreven voor de Vereniging voor Nederlandse Muziekgeschiedenis in Utrecht. Ook bracht hij artikelen in in Monumenta Musica Neerlandica.